# Тёмное дело
«Тёмное дело» (фр. Une ténébreuse affaire) — роман французского писателя Оноре де Бальзака, написанный в 1841 году и впоследствии вошедший в собрание сочинений «Человеческая комедия». Впервые был опубликован в январе — феврале 1841 года в газете «Коммерс».

## Содержание

### Часть первая. Неудачи полиции
В ходе революции 1789 г. родовое имение лотарингских маркизов де Симез в департаменте Арси Гондревиль было продано адвокату Мариону, действовавшему в интересах государственного советника Малена (которому в итоге его и продал). Поместьем всё это время управлял бывший лесничий Мишю, активно участвовавший в революции и пользовавшийся доверием прежних знатных хозяев. Будучи готов купить в последний момент имение у Мариона, впоследствии он затаил перешедшую на Малена злобу. Из семейства Симезов остались только братья Поль-Мари и Мари-Поль, покинувшие Францию и служивших в эмигрантской армии Конде, да их кузина мадмуазель де Сен-Синь, пребывающая под опекой д’Отсэров.
Осенью 1803 г. в Гондревиль из Парижа приезжают работающие в полиции Корантен и Перад, которым Фуше поручил изучить замок и наблюдать за его владельцем. Сам Мален ведёт двойную игру, поддерживая связи с консулатом и Бурбонами. В беседе с нотариусом Гревеном он рассказывает о готовящемся заговоре против первого консула Наполеона Бонапарта, в котором участвуют Кадуаль, Моро, Пишегрю и братья Симезы, и необходимости как можно быстрее для себя выбрать сторону. Разговор слышит спрятавшийся в кустах с ружьём Мишю, которого беседующие замечают.
Вернувшись домой Мюшо выпивает с подосланным агентами полиции соседом Виолетом, которому предлагает продать свою ферму за пятьдесят тысяч франков. Быстро споив его, он скачет в замок Сен-Синей и просит Лоранс о личной встречи говоря об угрозе жизни её двоюродных братьев. Всё это время Лоранс, бывшая ярой монархисткой, поддерживала связи с братьями и помогла им перейти границу для попадания в Париж.
В это время жандармы по поручению Корантена и Перада, знающих о роли Симезов в заговоре, ставят кордоны на расстоянии от замка. В то же время в замок с целью предупредить его обитателей и спровоцировать их на дальнейшие действия подослан мэр Гулар. Мишю рассказывает Лоранс о своей клятве заботиться о братьях де Симезах, данной их родителям перед казнью. Он также сообщает ей о решении убить Малена, чтобы на последующих торгах она сумела-бы выкупить имение. Слуги Готар и Катрин сбегают из имения на конях, чем отвлекают внимание жандармов на себя. Мишю и Лоранс прибывают в расположенные в Нодемском лесу развалины монастыря, откуда решают догнать направляющихся в Париж дворян и предупредить их о раскрытии заговора.
Корантен с Перадом проводят обыск замка, обитатели которого ничего не знают о возможном появлении братьев Симезов во Франции. Обнаруженная шкатулка привлекает интерес Корантена, но при попытке вскрыть её кинжалом его бьёт хлыстом по руке возвратившаяся домой Лоранс. Затем она бросает предмет в камин, но Пераду удаётся достать шкатулку и вытащить содержимое — её переписку семьёй Симезов личного характера. Лоранс рассказывает агентам, что встретилась с желавшими подать прошение о помиловании Симезами, которым посоветовала вернуться в Германию, чтобы их не приплели к раскрытому заговору.
Франсуа Мишю удаётся с помощью натянутой верёвки лишить сознания спешившего к его дому конного жандарма, обставив всё как несчастный случай и сохранив алиби отца, который перехватил дворян и поместил их в тайное убежище. Мален, добившийся должности сенатора, освобождает Мишю от его обязанностей. Сдав дела, последний получил от Лоранс в аренду участок земли в аренду и переселяется в Сен-Синь. Шедшие несколько месяцев поиски жандармов так и не нашли беглецов. Корантен собрал ряд косвенных доказательств, свидетельствующих о роли Мишю в помощи и укрывании эмигрантов, но не пускает их в дело.

### Часть вторая. Корантен отыгрался
Мадмуазель де Сен-Синь продолжает снабжать всем необходимым укрывшихся в лесу дворян, искусно маскируя свои тайные выезды в лес. После решения об избрании Наполеона императором д’Отсэры и Симезы решают подать просьбу об исключении их из списка эмигрантов и о восстановлении гражданских прав, государственный совет склоняется исполнить их просьбу. В это время Мишю после обсуждения с господами решает выпустить эмигрантов, и после их прибытия возвращается в руины монастыря за забытыми вещами. Но там его встречают Корантен и Перад, сумевшие вычислить местонахождение убежища благодаря специальным подковам, которыми подосланный ими кузнец подбил замковых лошадей. Агенты рассказывают Мишю, что уже неделю были готовы арестовать «бывших», но не сделали этого из-за решения совета о восстановлении их прав. Братья д’Отсэры начинают претендовать на сердце Лоранс, которая не готова сделать итоговый выбор и доверяет себя воле случая.
В феврале 1806 г. в замок прибывает родственник Симезов маркиз де Шаржбеф, приложивший усилия для помиловании молодых дворян. Он советует быть осторожнее и уволить Мишю, угрожавшего при свидетелях убить Малена, так как они всё равно остаются под подозрением и в окружении недоброжелателей. Также он рекомендует тайком предложить Малену признание его графского титула в обмен на денежную компенсацию, ибо Бонапарт уже начал создавать герцогов. Мишю соглашается уехать и продаёт свой участок, но напоследок решает помочь господам и привезти в замок закопанный во времена революции миллион франков.
Дворяне ответственно готовятся к операции, назначив её датой день преполовения поста, когда можно будет отослать всех слуг в город на праздник. Лоранс, д’Отсэры, Симезы и Мишю успешно находят клад и, не встречаясь с кем-либо по пути, решают отправиться за его последней частью напрямик через Гондревильский парк. Там они замечают идущий из замка дым, и решают узнать причину происходящего. Выясняется, что во время их поездки в доме устроили обыск пятеро грабителей в масках, которые в итоге сумели похитить Малена. Подозрения падают на молодых дворян по ряду причин: схожесть с похитителями по физическим характеристикам, манерам, походке; произнесённые перед поездкой в присутствии свидетелями двусмысленные слова и проч. Молодых дворян и Мишю арестовывают, Лоранс оставляют на поруки, за совершённое преступление им по Брюмерскому кодексу IV года угрожает смертная казнь.

### Часть третья. Политический процесс времён Империи
Исчезновение сенатора потрясает всю империю, и Наполеон поручает обстоятельно расследовать это событие, которое считает покушением на основанные им институты. Общественное мнение, как и состоящая из друзей Малена власть департамента, до суда признали четверых аристократов виновными в преступлении. Присяжные утверждают обвинительное заключение, маркиз де Шаржбеф находит адвокатов для обвиняемых: Бордена и де Гранвиля. Их вердикт — дело невозможно выиграть из-за совершённых и не совершённых (бегство могло отсрочить процесс и дать время найти доказательства невиновности) дворянами поступков и невозможности назвать истинную причину лесной прогулки. Вместе с тем они считают это дело тёмным, так как похитители намеренно решили подставить невиновных и ничего не украли у Малена.
В это время жене Мишю передают записку от мужа, в которой тот признаётся в похищении сенатора, которого спрятали в подвале в лесу. Он просит принести узнику еды, так как Мален в будущем ещё пригодится. Марта сжигает записку, оставив кусок с безобидными словами. Вместе с Куро она пробирается в лес и навещает сенатора, который смог её узнать. Позже она рассказывает обо всём аббату Гуже, с которым её вызывают на начинающийся судебный процесс. Защите удаётся успешно провести допрос дворян, а показаниями Мишю и Готара удалось поймать в ловушку общественного обвинителя. В ходе допроса других свидетелей удаётся поставить под сомнения участие в преступлении Мишю, а речь де Гранвиля оказывает серьёзное влияние на присяжных.
На следующий день сенатор оказывается на свободе благодаря неизвестному, и рассказывает обо всём властям. На процессе в надежде спасти своего мужа и дворян Марта рассказывает обо всём, что ей известно. Но Мюшо заявляет, что не писал ей никаких записок и не мог передать её из своей камеры. Мален в своих показаниях заявляет, что его похитителями точно не были обвиняемые. Новые показания и поведение обвиняемых склоняют присяжных на сторону обвинения и к следующему приговору: Мишю — смертная казнь, братья де Симезы — двадцать четыре года каторжных работ, братья д’Отсэры — десять лет каторжных работ, Готар — оправдание.
Борден вместе с Шаржбефом отправляются в Париж, где помощь в спасении дворян (но не Мишю, которого уже не спасти) им оказывают Мален и Талейран. Последний составляет прошение от имени осуждённых с просьбой о помиловании и принятии их в ряды императорской армии, а позже поясняет им, что против них в этом деле действует полиция. По совету Талейрана Лоранс и Шаржбеф отправляются в Пруссию, где сейчас воюет Наполеон. Им удаётся встретиться с императором перед битвой при Йене, по итогу разговора он советует им вернуться во Францию и ждать выполнения его поручений, Лоранс уезжает с уверенностью в смягчение наказания для Мишю. К их возвращению в Труа осуждённых дворян поручают передать на поруки до решения императора, а Мишю — казнить.
Четверо дворян получают помилование и чин подпоручика, после чего отправляются в действующую армию. Братья Симезы погибают в битве при Сомосьерре, Робер д’Отсэр — под Москвой. Адриен возвращается на лечение после битвы под Дрезденом и женится на Лоранс, подарившей ему дочь Берту и сына Поля. Сын Мишю, выросший под заботой Сен-Синь, в будущем делает успешную карьеру в юриспруденции. Молчание короля о похищении Малена заставляет Лоранс подозревать его в причастности к «тёмному делу».

### Эпилог
К 1833 году состояние семьи Сен-Синь благодаря наследству Симезов и принятому после Реставрации закону о возмещении убытков существенно выросло. Княгиня Кадиньян решает выдать своего сына герцога Мофриньеза за дочь Берту. Маркиза Сен-Синь неожиданно покидает один из приёмов у Кадиньян, узнав о прибытии в качестве гостя Малена. После ухода графа де Гондревиль, председатель совета министров де Марсе решает примирить хозяйку с семейством Сен-Синь, рассказав о событиях тридцатилетней давности.
В 1800 году Карно, Сийес, Талейран и Фуше организовали заговор с целью свержения Наполеона в случае его поражения в Италии. Фуше, тайно контролировавший республиканское подполье, вынуждает переписывавшегося с Людовиком XVIII Малена напечатать афишы, прокламации и другие связанные с будущим свержением Бонапарта документы. Первые вести о поражении при Маренго вводят заговорщиков в заблуждение, но узнав об истинном исходе сражения Мален прячет напечатанное в своём поместье. Наполеон считает республиканцев ответственными за произошедшее, министры-заговорщики «привязывают» первого консула к революции с помощью герцога Энгиенского. «Похищение» Малена в 1806 году на самом деле организовали сотрудники полиции во главе с Корантеном, имевшим личные счёты с Лоранс, которым Фуше поручил уничтожить доказательства заговора и найти переписку Малена с Бурбонами.
Марсе советует княгине рассказать эту историю Лоранс, дабы объяснить молчание покойного короля Людовика.

## Создание
Впервые «Тёмное дело» было опубликовано в выпусках газеты «Коммерс» с 14 января по 20 февраля 1841 года, и включало в себя двадцать глав.
Через год произведение было выпущено отдельной книгой (с датой «1843»), куда также было добавлено предисловие автора. В 1846 году книга была включена в двенадцатый том первого издания «Человеческой комедии» («Сцены политической жизни»), она состояла из трёх частей (I. «Неудачи полиции», II. «Корантен отыгрался», III. «Политический процесс времён Империи») и эпилога.
«Тёмное дело» имеет связь с романом "Шуаны, или Бретань в 1799 году" (ряд общих персонажей, тематика).
Писатель ставил целью изобразить политическую полицию в её столкновении с частной жизнью, показать всю мерзость её деяний.

## Переводы
Переводился на русский:
- Темное дело. Пер. под. ред., с введением и примеч. А. Трачевского. СПб., изд. А. Ильина, 1902. CXIV, 283 с. (Ряд историч. романов).
- Темное дело. Пер. Г. А. Рачинского. Вступит. статья А. Сухонина. Истор. коммент. и примеч. Е. Ф. Корша. М.-Л., Гослитиздат, 1934. 239 о. (Бальзак О. Собр. соч. под общ. ред. А. В. Луначарского и Е Ф. Корша. Т. 18).
- Темное дело. Пер. Е. Гунста.-- В кн.: Бальзак О. Собр. соч.   В 15-ти т. Т. II. Человеческая комедия. Сцены военной жизни.-- Сцены политической жизни. [Пер. под ред. II. Славятинского и В. Станевич]. М., 1954, с. 350--556.
- Темное дело. Пер. Е. А. Гунста.-- В кн.: Бальзак О. Собр. соч. В 24-х т. Т. 15. Человеческая комедия. Этюды о нравах. Сцепы политической жизни. [Ред. И. А. Лилеева]. М., 1960, с. 211--420.